# Duncan Free
Duncan Free (Hobart, 25 maggio 1973) è un canottiere australiano, vincitore della medaglia d'oro nel 2 senza a Pechino 2008 in coppia con Drew Ginn.

## Palmarès
- Olimpiadi

Atlanta 1996: bronzo nel 4 di coppia.
Pechino 2008: oro nel 2 senza.
- Campionati del mondo di canottaggio

1997 - Lago di Aiguebelette: bronzo nel 2 di coppia.
1999 - St. Catharines: bronzo nel 4 di coppia.
2006 - Eton: oro nel 2 senza.
2007 - Monaco di Baviera: oro nel 2 senza.